# Mai 1826

## Naissances
- 2 mai : Alexandre Paul Emile Guiraudet (mort en 1874), mathématicien français.
- 5 mai : Eugénie de Montijo, impératrice des Français.
- 10 mai : Henry Clifton Sorby, géologue et spécialiste en microscopie britannique.
- 26 mai : Richard Christopher Carrington (mort en 1875), astronome anglais.
- 29 mai : Léon-Benoit-Charles Thomas, cardinal français, archevêque de Rouen († 9 décembre 1894).

## Décès
- 13 mai : Christian Kramp (né en 1760), mathématicien français.
- 15 mai : Johann Baptist von Spix (né en 1781), zoologiste et explorateur allemand.